# Ténasso
Ténasso – Sélékan en sénoufo – est une commune rurale située dans le département de Samorogouan de la province de Kénédougou dans la région des Hauts-Bassins au Burkina Faso.

## Géographie
Ténasso est situé en pays sénoufo à environ 12 km au sud de Samorogouan sur la route menant à Orodara.
Le village regroupe les quatre grandes ethnies du pays : Sénoufos (en majorité), Mossis, Kô ou Samoghos et Peuls, chacune vivant dans un quartier, auxquels s'ajoutent des Bobos et les Toussians. Les lieux-dits autour du village sont Jeta, Fagué et Sagnidouné.

## Administration
Dépendant sur le plan administratif du maire de Samorogouan (où le village a deux conseillers administratifs) dans ses rapports à l'État et pour l'organisation des services publics, le village de Ténasso répond également à une chefferie traditionnelle tenue par le chef coutumier (Koulfo) qui assure le respect et l'adoration des lieux sacrés et le chef du village (Kanhafolo) qui l'administre localement. Cette chefferie est transmise de manière patrilinéaire au sein respectivement des familles Koné  (chefs koulfo) et Traoré (chefs kanhafolo) et passe à l'homme le plus âgé dans la grande famille paternelle de l'ancien chef ; les généalogies sont : Gnagoro, Yafo et Ngolo Koné ; Zé, Dada Kozé et Lassina Traoré.

## Économie
L'économie de la commune repose sur l'agriculture de subsistance (mil, maïs, sorgho, haricot, arachides, patates, et une exploitation de bananes) ainsi que sur la culture de rente du coton depuis 1960. Ténasso a deux Groupements de producteurs de coton (les GPCs Benkadi et Wendpanga) dans le village mais pas d'association de femmes. L'élevage (bœufs, chèvres, moutons, volailles) est aussi pratiqué.

## Santé et éducation
Le centre de soins le plus proche de Ténasso est le centre de santé et de promotion sociale (CSPS) de Samorogouan. En plus des petits puits de quartier, il existe un forage réalisé en 2007 mais pas de puits de grand diamètre.
L'éducation est assurée par la seule école primaire publique de trois classes ouverte en 2009, ainsi qu'un centre d'alphabétisation créé en 2002 ; les études secondaires se font au collège d'enseignement général (CEG) de Samorogouan.

## Religion
Historiquement de religion traditionnelle reposant sur le fétichisme, il existe toujours à Ténasso des croyances liées au fétiche « Konon » venu du village de Nèbadougou au Mali vénéré en fin d'année. Il existe également trois lieux sacrés que sont Lohossimbii, Djinabi, et le marigot Pindia.
L'islam sunnite et l'islam chiite sont tous deux présents dans le village avec une seule mosquée dans le quartier mossi. Une église protestante s'est également installée plus récemment, également dans le quartier mossi.

## Culture
La musique dans le village est tenue par les chasseurs Benkadi, sans groupe de balafon, qui par ailleurs adorent le fétiche « Dakun », venu du village de Wolonkoto.